# Sainte-Florence (Vandea)
Sainte-Florence è un comune francese soppresso e frazione del dipartimento della Vandea nella regione dei Paesi della Loira. Dal 1º gennaio 2016 si è fuso con i comuni di Les Essarts, Boulogne e L'Oie per formare il nuovo comune di Essarts en Bocage.

## Società

### Evoluzione demografica
Abitanti censiti